# Antaplaga atrolinea
Antaplaga atrolinea är en fjärilsart som beskrevs av Barnes och Mcdunnough 1912. Antaplaga atrolinea ingår i släktet Antaplaga och familjen nattflyn. Inga underarter finns listade i Catalogue of Life.